# If You Belong to Me
Singles de Toto
Drag him to the roof
(1995) I'll remember
If You Belong To Me est une chanson du groupe de rock Toto, enregistrée sur leur neuvième album studio Tambu puis sortie en single en 1995. Il s'agit d'une ballade, chantée par le guitariste du groupe, Steve Lukather.

## Musiciens
- Steve Lukather : guitares, chant (lead)
- David Paich : piano
- Simon Phillips : batterie
- Mike Porcaro : basse